# Чемпионат России по плаванию 2010
Чемпионат России по плаванию 2010 года прошёл с 4 по 10 мая 2010 года в СК «Олимпийский», Москва.
По итогам чемпионата были названы 32 пловца, которые должны были принять участие в чемпионате Европы в Венгрии.

## Призёры

### Мужчины
| Дистанция                         | Золото | Золото   | Серебро | Серебро  | Бронза | Бронза   |
| --------------------------------- | --- | -------- | --- | -------- | --- | -------- |
| 50 м вольным стилем               | Андрей Гречин Санкт-Петербург — Алтайский край                                                                         | 22.34    | Евгений Лагунов Санкт-Петербург — Архангельская обл.                                                                           | 22.57    | Сергей Фесиков Пензенская обл. — Ярославская обл.                                                                               | 22.68    |
| 100 м вольным стилем              | Андрей Гречин Санкт-Петербург — Алтайский край                                                                         | 48.82    | Данила Изотов Краснодарский край — Свердловская обл.                                                                           | 48.88    | Евгений Лагунов Санкт-Петербург — Архангельская обл.                                                                            | 49.04    |
| 200 м вольным стилем              | Александр Сухоруков Санкт-Петербург — Коми                                                                             | 1:47.59  | Данила Изотов Краснодарский край — Свердловская обл.                                                                           | 1:48.31  | Никита Лобинцев Московская обл. — Свердловская обл.                                                                             | 1:48.58  |
| 400 м вольным стилем              | Никита Лобинцев Московская обл. — Свердловская обл.                                                                    | 3:52.68  | Николай Булахов Волгоградская область-1                                                                                        | 3:52.83  | Александр Селин Москва-1 | 3:53.75  |
| 800 м вольным стилем              | Александр Шимин Татарстан                                                                                              | 8:03.83  | Виталий Романович Волгоградская область-1                                                                                      | 8:05.83  | Юрий Прилуков Самарская обл — Свердловская обл.                                                                                 | 8:05.88  |
| 1500 м вольным стилем             | Серегей Большаков ХМАО-Югра                                                                                            | 15:22.03 | Виталий Романович Волгоградская область-1                                                                                      | 15:25.39 | Александр Шимин Татарстан | 15:28.88 |
|                                   | |          | |          | |          |
| 50 м на спине                     | Антон Бутымов Саратовская область                                                                                      | 25.48    | Артём Дубовской Ростовская область                                                                                             | 25.49    | Сергей Маков Омская область | 25.65    |
| 100 м на спине                    | Виталий Борисов Пензенская область                                                                                     | 54.61    | Артём Дубовской Ростовская область                                                                                             | 55.09    | Александр Тарабрин Волгоградская область-1                                                                                      | 55.18    |
| 200 м на спине                    | Станислав Донец Краснодарский край — Ульяновская обл.                                                                  | 1:58.73  | Александр Тарабрин Волгоградская область-1                                                                                     | 1:59.84  | Артём Дубовской Ростовская область                                                                                              | 1:59.93  |
|                                   | |          | |          | |          |
| 50 м брассом                      | Александр Тризнов Новосибирская область                                                                                | 28.02    | Григорий Фалько Санкт-Петербург — Хабаровский край                                                                             | 28.29    | Станислав Лахтюхов Москва-1 | 28.36    |
| 100 м брассом                     | Роман Слуднов Омская область                                                                                           | 1:00.67  | Григорий Фалько Санкт-Петербург — Хабаровский край                                                                             | 1:01.01  | Антон Лобанов Новосибирская область                                                                                             | 1:02.01  |
| 200 м брассом                     | Григорий Фалько Санкт-Петербург — Хабаровский край                                                                     | 2:11.21  | Антон Лобанов Новосибирская область                                                                                            | 2:11.46  | Алекандр Овчинников Москва | 2:13.47  |
|                                   | |          | |          | |          |
| 50 м баттерфляем                  | Евгений Коротышкин Москва-1                                                                                            | 23.50    | Никита Коновалов Омская обл. — Волгоградская обл.                                                                              | 24.20    | Владислав Серый Санкт-Петербург                                                                                                 | 24.38    |
| 100 м баттерфляем                 | Евгений Коротышкин Москва-1                                                                                            | 51.70    | Николай Скворцов Пензенская обл. — Калужская обл.                                                                              | 52.86    | Павел Санкович · Беларусь | 53.19    |
| 200 м баттерфляем                 | Николай Скворцов Пензенская обл. — Калужская обл.                                                                      | 1:57.92  | Сергей Иванов Самарская область                                                                                                | 2:01.14  | Сергей Стрельников Волгоградская область-1                                                                                      | 2:01.73  |
|                                   | |          | |          | |          |
| 200 м комплексное плавание        | Александр Тихонов Москва-1                                                                                             | 2:01.81  | Алексей Ацапкин Москва-2 | 2:02.92  | Дмитрий Горбунов Пензенская область                                                                                             | 2:03.13  |
| 400 м комплексное плавание        | Александр Тихонов Москва-1                                                                                             | 4:19.99  | Илья Воловник Коми | 4:22.66  | Егор Савченко Санкт-Петербург-2                                                                                                 | 4:25.40  |
|                                   | |          | |          | |          |
| 4 х 100 м эстафета вольным стилем | Санкт-Петербург-1 Андрей Гречин (49.59) Евгений Лагунов (49.20) Евгений Айзетуллов (51.20) Александр Сухоруков (50.48) | 3:20.47  | Красноярский край Алексей Степанов (50.43) Владимир Невров (50.85) Константин Зотов (51.49) Андрей Арбузов (49.50)             | 3:22.27  | Волгоградская область-1 Андрей Ушаков (51.08) Денис Медведев (51.76) Михаил Украинский (51.21) Сергей Перунин (50.50)           | 3:24.55  |
| 4 х 200 м эстафета вольным стилем | Москва-1 Артём Лобузов (1:49.69) Александр Тихонов (1:48.89) Александр Селин (1:49.93) Михаил Полищук (1:48.81)        | 7:17.32  | Санкт-Петербург-1 Евгений Айзетуллов (1:50.69) Александр Сухоруков (1:49.19) Евгений Лагунов (1:49.40) Андрей Гречин (1:48.46) | 7:17.74  | Волгоградская область-1 Николай Булахов (1:52.02) Максим Молоков (1:51.89) Дмитрий Боканхель (1:52.24) Сергей Перунин (1:49.83) | 7:24.82  |
| 4 х 100 м комплексная эстафета    | Санкт-Петербург-1 Иван Удалов (57.47) Григорий Фалько (1:00.75) Владислав Серый (53.37) Андрей Гречин (48.02)          | 3:39.61  | Москва-1 Виталий Мельников (57.24) Станислав Лахтюхов (1:01.53) Евгений Коротышкин (51.13) Артём Лобузов (49.97)               | 3:39.87  | Пензенская область Виталий Борисов (55.30) Михаил Ермолаев (1:03.16) Дмитрий Калёнов (53.59) Сергей Фесиков (49.15)             | 3:41.20  |

### Женщины
| Дистанция                         | Золото | Золото   | Серебро | Серебро | Бронза | Бронза   |
| --------------------------------- | --- | -------- | --- | ------- | --- | -------- |
| 50 м вольным стилем               | Светлана Федулова Санкт-Петербург — Коми                                                                               | 25.14    | Маргарита Нестерова Белгородская область                                                                                      | 26.20   | Наталья Миселимян ХМАО-Югра | 26.28    |
| 100 м вольным стилем              | Вероника Попова Санкт-Петербург-1                                                                                      | 55.33    | Маргарита Нестерова Белгородская область                                                                                      | 55.79   | Светлана Федулова Санкт-Петербург — Коми                                                                                       | 56.06    |
| 200 м вольным стилем              | Вероника Попова Санкт-Петербург-1                                                                                      | 1:59.37  | Дарья Белякина Московская область                                                                                             | 1:59.45 | Виктория Андреева Санкт-Петербург-1                                                                                            | 2:01.33  |
| 400 м вольным стилем              | Елена Соколова Москва-1                                                                                                | 4:15.33  | Лариса Ильченко Волгоградская область-1                                                                                       | 4:16.86 | Александра Веселова Нижегородская область                                                                                      | 4:17.88  |
| 800 м вольным стилем              | Елена Соколова Москва-1                                                                                                | 8:45.26  | Екатерина Селивёрстова Москва-2                                                                                               | 8:45.60 | Елизавета Горшкова Москва-2 | 8:46.31  |
| 1500 м вольным стилем             | Елена Соколова Москва-1                                                                                                | 16:37.46 | Екатерина Селивёрстова Москва-2                                                                                               | 8:41.50 | Елизавета Горшкова Москва-2 | 16:49.59 |
|                                   | |          | |         | |          |
| 50 на спине                       | Анастасия Зуева Пензенская область                                                                                     | 28.33    | Ксения Москвина ЯНАО | 28.85   | Мария Громова Москва-1 | 29.24    |
| 100 на спине                      | Анастасия Зуева Пензенская область                                                                                     | 1:00.05  | Ксения Москвина ЯНАО | 1:01.19 | Мария Громова Москва-1 | 1:01.57  |
| 200 на спине                      | Анастасия Зуева Пензенская область                                                                                     | 2:10.25  | Мария Громова Москва-1 | 2:12.77 | Александра Папуша Москва-1 | 2:13.78  |
|                                   | |          | |         | |          |
| 50 м брассом                      | Юлия Ефимова Ростовская область                                                                                        | 30.69    | Валентина Артемьева Новосибирская область                                                                                     | 32.08   | Екатерина Бурдина Москва-1 | 32.49    |
| 100 м брассом                     | Юлия Ефимова Ростовская область                                                                                        | 1:07.56  | Валентина Артемьева Новосибирская область                                                                                     | 1:09.54 | Ольга Детенюк Волгоградская область-1                                                                                          | 1:09.61  |
| 200 м брассом                     | Юлия Ефимова Ростовская область                                                                                        | 2:26.24  | Анастасия Чаун Москва-1 | 2:26.91 | Алёна Алексеева Кемеровская область                                                                                            | 2:27.84  |
|                                   | |          | |         | |          |
| 50 м баттерфляем                  | Ирина Беспалова Санкт-Петербург — Архангельская обл.                                                                   | 26.92    | Василиса Владыкина Омская область                                                                                             | 27.45   | Юлия Манцева Москва | 27.66    |
| 100 м баттерфляем                 | Ирина Беспалова Санкт-Петербург — Архангельская обл.                                                                   | 59.04    | Светлана Федулова Санкт-Петербург — Коми                                                                                      | 1:00.13 | Вероника Попова Санкт-Петербург-1                                                                                              | 1:00.25  |
| 200 м баттерфляем                 | Яна Мартынова Татарстан                                                                                                | 2:10.27  | Вероника Попова Санкт-Петербург-1                                                                                             | 2:12.09 | Анна Киселёва ХМАО-Югра | 2:16.45  |
|                                   | |          | |         | |          |
| 200 м комплексное плавание        | Дарья Белякина Московская область                                                                                      | 2:15.40  | Екатерина Андреева Владимирская область                                                                                       | 2:15.61 | Яна Мартынова Татарстан | 2:15.95  |
| 400 м комплексное плавание        | Яна Мартынова Татарстан                                                                                                | 4:43.27  | Анна Маркова Москва | 4:49.03 | Алёна Алексеева Кемеровская область                                                                                            | 4:50.08  |
|                                   | |          | |         | |          |
| 4 х 100 м эстафета вольным стилем | Санкт-Петербург-1 Вероника Попова Светлана Федулова Ирина Беспалова Виктория Андреева                                  | 3:45.31  | Омская область Василиса Владыкина Екатерина Боровикова Елена Гаврилова Светлана Карпеева                                      | 3:50.03 | Самарская область Ирина Щеглова Евгения Зуманова Елена Новичкова Наталья Ловцова                                               | 3:51.94  |
| 4 х 200 м эстафета вольным стилем | Санкт-Петербург-1 Вероника Попова (2:00.38) Ирина Беспалова (2:05.11) Регина Сыч (2:05.01) Виктория Андреева (2:03.41) | 8:13.92  | Омская область Татьяна Пономаренко (2:04.71) Агата Волощук (2:07.67) Светлана Карпеева (2:05.02) Василиса Владыкина (2:04.68) | 8:21.21 | Свердловская область-1 Полина Киселёва (2:05.94) Дарья Шнюкова (2:06.59) Дарья Ветошкина (?) Наталья Теплых (?)                | 8:24.13  |
| 4 х 100 м комплексная эстафета    | Санкт-Петербург-1 Алёна Голубева (1:04.39) Анна Кузьмичёва (1:10.94) Ирина Беспалова (58.73) Вероника Попова (55.41)   | 4:09.47  | Пензенская область Анастасия Зуева (59.99) Диана Голофеева (1:13.14) Ольга Ключникова (1:00.25) Виктория Малютина (56.17)     | 4:09.55 | Свердловская область-1 Анастасия Бочарникова (1:05.26) Дарья Деева (1:08.48) Алина Кашинская (1:01.01) Полина Киселёва (57.03) | 4:11.78  |